# Capolago (Varese)
Capolago (in passato Capo di Lago, ma anticamente anche "Summolaco" o "Capitelaco"; in varesotto Codelagh) è una frazione del comune italiano di Varese. Costituì un comune autonomo fino al 1927. Il borgo sorge a circa quattro chilometri di distanza dal centro di Varese, e in passato rivestiva una certa importanza che gli  era attribuito da un vecchio monastero dedicato alla SS. Trinità, di cui si ha notizia già nell'XI secolo.

## Storia
Registrato agli atti del 1751 come un borgo di 185 abitanti, nel 1786 Capo di Lago entrò per un quinquennio a far parte dell'effimera Provincia di Varese, per poi cambiare continuamente i riferimenti amministrativi nel 1791, nel 1798 e nel 1799. Alla proclamazione del Regno d'Italia nel 1805 risultava avere 226 abitanti. Nel 1809 si registrò la prima esperienza di unione con Varese su risultanza di un regio decreto di Napoleone, ma il Comune di Capolago fu poi ripristinato con il ritorno degli austriaci. L'abitato crebbe poi lentamente, tanto che nel 1853 risultò essere popolato da 338 anime, salite a 442 nel 1871. Dopo una leggera crescita demografica nella seconda metà del XIX secolo, la situazione si stabilizzò fino ai 599 residenti del 1921. Fu quindi il fascismo a riproporre nel 1927 l'antico modello napoleonico, stabilendo la definitiva annessione a Varese.